# Bathyoncus herdmani
Bathyoncus herdmani är en sjöpungsart som beskrevs av Wilhelm Michaelsen 1904. Bathyoncus herdmani ingår i släktet Bathyoncus och familjen Styelidae. Inga underarter finns listade.